# Петришуле
«Петришу́ле» (также «Петершуле»; нем. St. Petri-Schule) — одно из старейших учебных заведений России и первая школа Санкт-Петербурга, основанная в 1709 году как школа при лютеранском приходе Святых Апостолов Петра и Павла. Затем, до 1918 года, называлась «Главное немецкое училище Святого Петра» (гимназия); в 1996 году ей было возвращено историческое название — «Петришуле».

## История школы
Первое упоминание о школе относится к 1709 году. В Архиве ВМФ России (Ф. 234) хранится письмо адмирала Корнелиуса Крюйса императору Петру I об организации церкви и школы при ней в его усадьбе, расположенной тогда на месте нынешнего Нового Эрмитажа со стороны Немецкой (Миллионной) улицы.
Современное здание школы (Невский проспект, 22—24) построено в начале 1760-х годов, неоднократно перестраивалось: в 1799 году — зодчим Феррари, в 1876—1877 годах — (архитекторы А. Х. Пёль и Ю. Ф. Бруни), в 1913—1915 годах — (архитектор В. Э. Коллинз).

## Преподаватели
Первым директором школы считается Антон Фридрих Бюшинг (1724—1793) — немецкий богослов, географ, историк и педагог, приглашённый лютеранской общиной Санкт-Петербурга возглавить школу при церкви Святых Петра и Павла в 1761 году; последним директором был Э. К. Клейненберг.
На протяжении 300-летней истории школы в ней преподавали такие известные деятели науки и культуры, как литераторы — Иван Мартынович Борн, Александр Иванович Галич и Николай Иванович Греч; механик Николай Дмитриевич Брашман, историки — Фридрих Лоренц (директор с 1840 по 1857 год), Антон Фридрих Бюшинг и Александр Германович Вульфиус, физики — Иоганн Бекман, Эмилий Христианович Ленц, Орест Данилович Хвольсон, филолог Карл Фридрих Радлов и другие.

## Ученики
Выпускниками и учениками школы в разные годы были многие выдающиеся деятели России, в частности, литераторы — П. П. Вяземский и А. И. Михайловский-Данилевский, архитекторы Карл Росси и Николай Бенуа, композиторы — Модест Мусоргский и П. П. Шенк; врачи — Пётр Лесгафт, С. М. Лукьянов и К. А. Раухфус, декабрист генерал-майор Михаил Фонвизин, адмиралы — Павел Чичагов, А. И. Берг, Л. Б. Кербер, актёры — Л. Н. Федосеева-Шукшина и многие другие. Георг Кантор и Павел Буре учились в Петришуле с 1853 года.

## Перед революцией
В ноябре 1912 года школа праздновала своё 200-летие. К этому времени она стала крупнейшим средним учебным заведением России — здесь учились более 1600 детей, в том числе до 25 % русских.

### Вольный университет в стенах Петришуле
В 1862 году в актовом зале школы в рамках Вольного университета читали свои лекции профессора Петербургского университета, ученые мирового уровня — Н. Н. Бекетов, Н. И. Костомаров, Д. И. Менделеев, К. Д. Кавелин, И. М. Сеченов, В. Д. Спасович, М. М. Стасюлевич и другие. На их лекции собирались до 1—2 тыс. слушателей.
Находясь под опекой церковного совета Петрикирхе, школа не испытывала материальных затруднений, предполагался даже её дальнейший рост и надстройка школьного здания, но начавшаяся вскоре Первая мировая война полностью изменила жизнь школы.
С августа 1914 года согласно указу Министерства просвещения вся школьная документация и учебные предметы стали вестись на русском языке. Тогда же имя школы стало писаться по-русски — «Петришуле». Школу покинули учителя, недостаточно хорошо знавшие русский язык, а преподаватель гимнастики Антон Прейс, как подданный Германии, был выслан властями из столицы. Школу были вынуждены покинуть также дети германских и австрийских подданных, подлежавших высылке в отдалённые районы Российской империи. Антинемецкие настроения, проявившиеся в то время в известной части русского общества, привели к тому, что некоторые родители перевели своих детей в другие школы.
Многие ученики старших классов оставили школу, чтобы добровольно вступить в русскую армию.

## В советское время
В период с 1918 по 1941 год происходила частая смена программ обучения и наименований учебного заведения: 4-я Советская школа, 41-я единая трудовая школа, 28-я фабрично-заводская девятилетняя школа, 14-я полная средняя школа. С 1939 года в здании работали школы № 14 (с 1941 года – № 222) и № 22 (№ 217), работавшие в блокадные годы как одна кустовая школа, окончательно объединившиеся в 1965 году под номером 222.
Серьезный ущерб историческим интерьерам был нанесен пожаром, случившимся в августе 1977 года. Реставрация актового зала затянулась почти на 30 лет и была завершена лишь в 2005 году.

## В современной России
В 1991 году было введено углубленное изучение немецкого языка; в 1996 году присвоено историческое имя «Петришуле». В 2009 состоялось празднование 300-летия школы, открыт музей.
С начала XXI века в школе обучаются более 500 учеников, работают около 60 учителей, существуют научные общества и факультативы. Школа поддерживает связи со многими учебными заведениями Германии и Голландии.

В 2011 году в школе был открыт музей истории Петришуле.
Директор школы — Антон Юрьевич Морозов (с 11 февраля 2021 г.).